# الذاكرة والتوحد
التوحد والذاكرة العاملة هو الاختلاف في النمو العصبي، ويشخص بأنه ضعف التفاعل والتواصل الاجتماعي، ويكون السلوك مقيّد ومتكرر. ويصيب التوحد 10 من 100 من الناس. وفي هذا المقال، تستخدم كلمة التوحد للإشارة إلى جمع مستويات طيف التوحد المختلفة، والذي يعد غير مألوف.